# Konrad Wolf

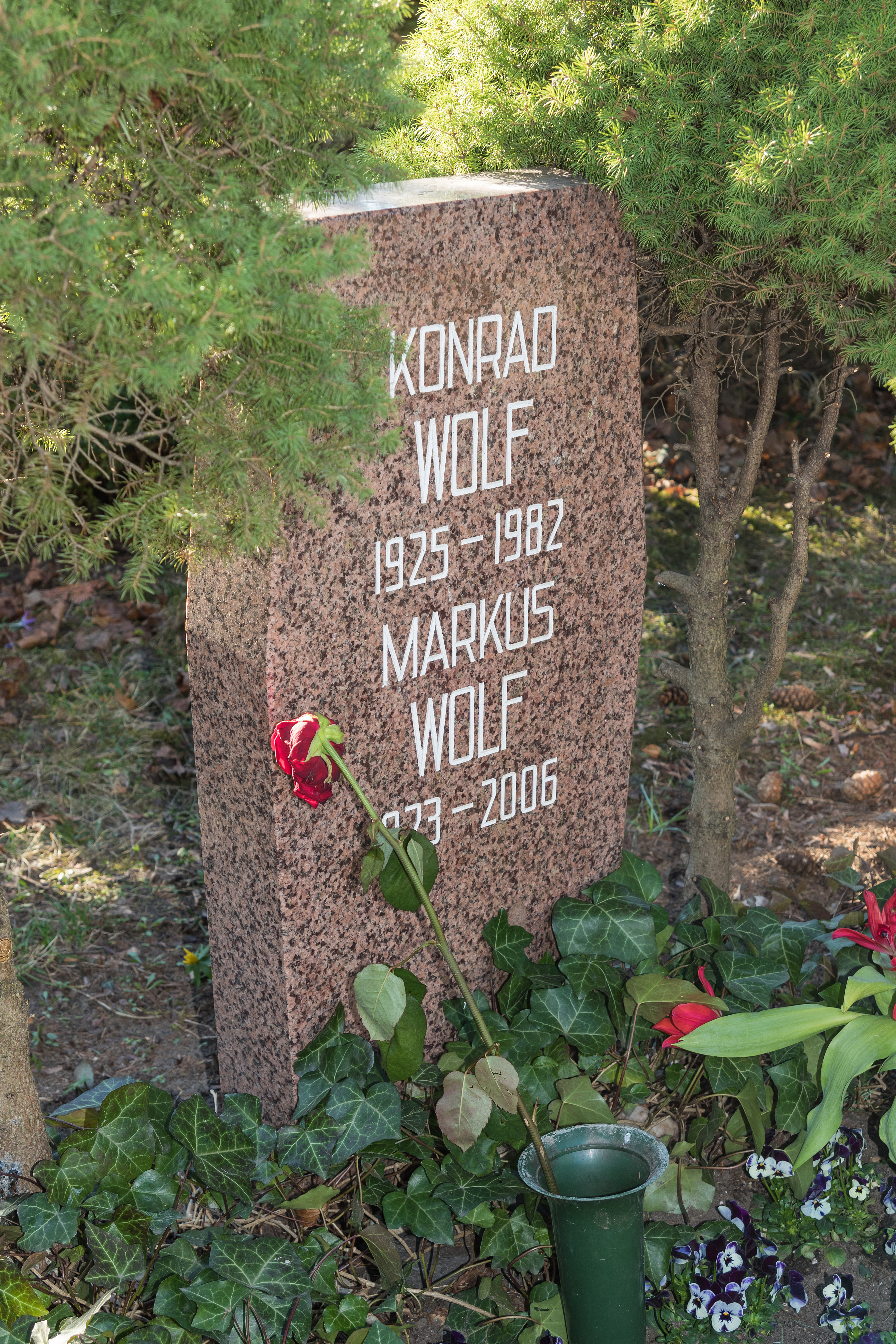
Gravsten

Konrad Wolf, född 20 oktober 1925 i Hechingen, död 7 mars 1982 i Berlin, var en tysk filmregissör, son till Friedrich Wolf, bror till Markus Wolf.

## Biografi
Konrad Wolf var en av de stora filmregissörerna i DDR. Konrad Wolf föddes i Hechingen som son till läkaren och författaren Friedrich Wolf. 1933 emigrerade familjen efter det nazistiska  maktövertagandet, familjen Wolf var judisk och socialistisk. En tid i Frankrike följde innan man flyttade till Moskva. Konrad gick där tillsammans med sina bror Markus Wolf i den tyskspråkiga Karl Liebknechtskolan. Konrad Wolf blev sovjetisk medborgare och influerades starkt av sovjetisk film. Wolf medverkade som 10-åring i filmen Kämpfer, filmad av tyska emigranter i Moskva. 
När han var 17 gick han med i Röda armén och tillhörde som 19-åring de trupper som intog Berlin 1945. Från 1945 till 1947 var han ansvarig inom den sovjetiska militäradministrationen för skapande konst i bl.a. Wittenberg och Halle an der Saale. För en kort tid var han stadskommendant i Bernau bei Berlin i april 1945. Från 1949 till 1954 studerande han vid Moskvas filmhögskola. 
Efter det arbetade han som regissör vid DEFA, där han framförallt filmade anspråksfulla och kritiska nutidsfilmer. 1964 gjorde Wolf filmen Der geteilte Himmel efter romanen med samma namn av Christa Wolf. Filmen handlar om Tysklands delning. Sina krigsupplevelser beskrev han senare i filmen Ich war neunzehn från 1968. Han sysslade också med förhållandet mellan tyskar och ryssar. 
Hans sista stora spelfilm Solo Sunny handlar om en kvinnas utanförskap i det östtyska samhället i Berlin-stadsdelen Prenzlauer Berg. 1965-1982 var Konrad Wolf ordförande för Akademie der Künste der DDR. Akademie der Künste i Berlin delar ut Konrad-Wolf-Preis. 

## Filmer
- 1954 Einmal ist keinmal
- 1956 Lissy
- 1956 Genesung
- 1958 Sonnensucher
- 1959 Stjärnan
- 1960 Leute mit Flügeln
- 1961 Professor Mamlock
- 1964 Der geteilte Himmel
- 1966 Der kleine Prinz – efter boken Lille prinsen (franska: Le Petit Prince) av Antoine de Saint-Exupéry
- 1968 Ich war neunzehn
- 1971 Goya - Der lange Weg der Erkenntnis
- 1974 Der nackte Mann auf dem Sportplatz
- 1976 Mama, ich lebe
- 1979 Solo Sunny
- 1981 Busch singt (ej färdig)